# تشارلز بي. ارين
تشارلز بي. ارين (بالإنجليزية: Charles B. Warren)‏ هو دبلوماسي وسياسي أمريكي، ولد في 10 أبريل 1870 في باي سيتي في الولايات المتحدة، وتوفي في 3 فبراير 1936 في الولايات المتحدة. حزبياً، نشط في الحزب الجمهوري.